# Trichopsomyia ochrozona
Trichopsomyia ochrozona är en tvåvingeart som först beskrevs av Stackelberg 1952.  Trichopsomyia ochrozona ingår i släktet gallblomflugor, och familjen blomflugor.
Artens utbredningsområde är Tadzjikistan. Inga underarter finns listade i Catalogue of Life.